# 伊藤薫 (ドラマー)
伊藤 薫（いとう かおる、1954年4月10日 - ）は、日本のドラマー、舞台監督。福岡県出身、身長183cm、血液型O型。なお、「ラヴ・イズ・オーヴァー」などで知られる作詞家・作曲家の伊藤薫とは同姓同名の別人。

## バンド歴
- リンドン（197?年 - 1976年）
- Hot Menu（1977年）
- チューリップ（1980年 - 1985年）
- オールウェイズ（1986年 - 1989年）

## プロフィール
プロデビュー前
- 福岡私立大濠高校在学時、田中信昭（ベース、ボーカル担当。その後バッヂに参加）や田中一郎（ギター、ボーカル担当。その後ARB、甲斐バンドに参加）と共にリンドンを結成。照和を拠点に活動、1973年には上京している。

1974年
- 5月 リンドンでエキスプレス（EXPRESS）から「陽気な雨 b/w タンポポ・ガール」でデビュー。事務所はヤングジャパン（当時アリスが在籍した芸能事務所）。ドラムの他、ボーカルも担当。

1976年
- 前年1975年12月に3枚目のシングル「赤いドレスは着ないでおくれ b/w 雨の日にさようなら」を発表するがバンドはこの年に解散。

1977年
- ヤングジャパンのスタッフとして裏方に回りアリスなどを担当（舞台監督としての初仕事はBOWWOW）しながら板倉雅一（その後浜田省吾&The Fuseに参加）と共にHOT MENUを結成し活動。メジャーデビュー寸前で解散。

1979年
- 1月ヤングジャパンを退社。3月には新興ミュージック（現在のシンコーミュージック・エンタテイメント）へ。

1980年
- 脱退する上田雅利本人の推薦でチューリップに加入する。参加期間にオリジナルアルバムを7枚、シングルを12枚 発表。

1985年
- チューリップを安部俊幸、姫野達也と共に脱退[1]。3人で新バンド結成に動く。

1986年
- 風祭東（ベース、ボーカル担当）を加え、チューリップ脱退の正式発表を待って3月にオールウェイズ (バンド)結成。6月にはキングレコードと契約し10月21日にシングル「好きさ b/w Your Love」、ファーストアルバム「Always Be True」でデビュー。参加期間にオリジナルアルバム 3枚、シングル 3枚を発表。

1989年
- 2月9日のFM東京ホールのコンサートを最後にオールウェイズを脱退。

オールウェイズ脱退以降
- ミュージシャンとしての活動を休止。辻村ジュサブローの人形芝居や片岡仁左衛門、舞台「ハムレット」などの音楽監督を経てGAO、荒井由実、東京スカパラダイスオーケストラ、梁邦彦、ASWAD、浜田省吾など数々のアーティストの舞台監督として活躍。

- その傍ら女優の洞口依子と映像作家の石田英範によるウクレレユニットPAITITIのレコーディングからライブまでサポート。パーカッションやドラム、ボーカルまで披露している。

- 2011年8月13日 高円寺shwboatで行われた“70's roots～ShowBoat 18thAnniversary～”にドラマーとして参加。その際リンドンの曲が田中一郎らと演奏される。

## 使用機材
- 1980年〜 Slingerland Magnum XM6（イエロー、6点セット）、Ult Sound DS-4（エレクトリックドラム）
- 1981年〜 Slingerland Magnum XM9（ブラック、7点セット）
- 1983年〜 TAMA Artstar 9500（コルディア、7点セット）
- 1984年〜 TAMA Artstar 9500（アスペンホワイト、6点セット）、TAMA Techstar TS 305、TS 600（エレクトリックドラム）
- オールウェイズ脱退までArtstarを使用。エレクトリックドラムをSimmons SDS-1000に変更し、外部音源としてE-mu Emaxも使用。
- 1987年、NHK「ジャストポップアップ」出演時にTAMA Techstar（エレクトリックドラム）のバスドラパッドとSimmons SDS-1000及びパッド、TAMA ASスネアを併用した。